# Саблерский
Саблерский —хутор в Перелюбском районе Саратовской области в составе Перелюбского муниципального образования.

## География
Находится на расстоянии примерно 8 километров по прямой на север от районного центра села Перелюб.

## История
Основан в 1910 году, назван по фамилии основательницы.

## Население
| 2002 | 2010 |
| ---- | ---- |
| 146  | ↘141 |

Постоянное население составляло 146 человек в 2002 году (курды 37 %), 141 в 2010 году.